# Laure Boulleau
Laure Pascale Claire Boulleau, nota semplicemente come Laure Boulleau (Clermont-Ferrand, 22 ottobre 1986), è un'opinionista televisiva ed ex calciatrice francese, di ruolo difensore.
Nella sua quindicennale carriera da calciatrice ha militato prevalentemente nel Paris Saint-Germain, club con il quale ha giocato 225 partite tra il 2005 e il 2018, vincendo due Coppe di Francia (2009-2010 e 2017-2018). Con la nazionale francese maggiore ha invece debuttato il 13 aprile 2005, in una partita contro l'Olanda, ma è entrata a far parte in pianta stabile della squadra soltanto ad inizio 2010, rimanendovi poi fino a metà 2016; in maglia Bleus ha totalizzato 65 presenze, partecipando anche a due Mondiali (2011 e 2015), un Europeo (2013) ed un'Olimpiade (2012).
Al termine della stagione 2017-2018 ha annunciato il suo ritiro dal calcio giocato ed è diventata un'opinionista televisiva per l'emittente Canal+.

## Caratteristiche tecniche
Laure Boulleau giocava principalmente come terzino sinistro, sebbene potesse essere schierata anche come esterno in un centrocampo a cinque. Dotata di buona tecnica individuale, tra i suoi punti di forza vi era la grande abilità nelle letture difensive e l'uscita palla al piede.
Nel corso della sua carriera, soprattutto negli anni precedenti al ritiro, ha sofferto di numerosi infortuni al ginocchio destro che ne hanno condizionato le prestazioni e limitato le presenze sia con i club sia con la nazionale.

## Carriera

### Club

#### Gli esordi
Nata a Clermont-Ferrand il 22 ottobre 1986, Laure Boulleau venne notata per la prima volta nel 2000, ai tempi delle scuole superiori, da un osservatore della squadra della sua città, il Riomois. Poco tempo dopo fu però vittima di un grave infortunio al ginocchio destro che la tenne lontano dai campi per circa sei mesi. Dopo essere guarita, nel 2001 si trasferì al Nord Allier Yzeure.

#### CNFE Clairefontaine
Nell'estate del 2003 venne selezionata dal CNFE Clairefontaine, squadra gestita dalla Fédération Française de Football e utilizzata per formare le giovani calciatrici francesi. Il 12 ottobre seguente fece il suo esordio in Division 1 Féminine (massima divisione francese), nella vittoria per 2-0 contro l'Olympique Lione. Chiuse l'annata con 17 presenze in campionato, che vide il Clairefontaine giungere al 5º posto in classifica a soli quattro punti dalla zona play-off.

#### Paris Saint-Germain
Nell'estate del 2005 venne ingaggiata dal Paris Saint-Germain, squadra per cui tifava fin da bambina. Il 4 settembre seguente fece il suo esordio con la nuova maglia, nella partita vinta per 2-1 contro il Tolosa. Il 22 gennaio 2006 segnò il suo primo gol in Division 1 Féminine, nella vittoria per 2-0 contro l'Hénin-Beaumont. Il 12 febbraio debuttò anche in Coupe de France, nei sedicesimi di finale contro il Tours, realizzando una doppietta. Terminò la stagione con 12 presenze tra campionato e coppa, segnando quattro gol (record personale).
Nell'annata successiva riuscì a trovare più spazio in prima squadra e stabilì anche il proprio record di reti realizzate nell'arco di un singolo campionato (3), ma all'inizio della stagione 2007-2008 subì la rottura del legamento anteriore del ginocchio destro, lo stesso operato sette anni prima, e fu costretta ad uno stop durato circa cinque mesi; fece il suo ritorno il 30 marzo 2008, nella partita vinta per 2-0 sul campo dell'Hénin-Beaumont. Anche nell'annata 2008-2009 i soliti problemi al ginocchio le permisero di giocare soltanto nove partite.
Nel 2009-2010 fu tra le protagoniste della grande annata del Paris Saint-Germain, totalizzando 21 presenze in Division 1 Féminine (record personale) con due gol segnati. Il 23 maggio 2010 vinse il primo trofeo della sua carriera, la Coppa di Francia, battendo in finale il Montpellier per 5-0.
Nella stagione 2010-2011 confermò il suo alto rendimento da terzino e contribuì alla qualificazione del PSG alla UEFA Champions League per la prima volta nella sua storia, grazie al 2º posto in campionato alle spalle dell'Olympique Lione.
Nell'annata successiva fece il suo debutto in Champions League, arrivato il 28 settembre 2011 nella partita vinta per 2-0 sul campo degli irlandesi del Peamount. La squadra venne poi eliminata agli ottavi di finale dai tedeschi del Francoforte, mentre in campionato chiuse con un deludente quarto posto.

### Nazionale

#### Nazionale Under-19
Nell'estate del 2004 venne convocata dalla nazionale francese Under-19 per disputare gli Europei di categoria in Finlandia; fece il suo esordio il 28 luglio, nella partita persa per 0-2 contro la Norvegia. La squadra chiuse il girone al 2º posto, a pari punti con l'Italia, ma venne eliminata a causa di una peggior differenza reti. L'anno successivo partecipò nuovamente agli Europei Under-19 e si rese protagonista della cavalcata delle transalpine fino alla finale, poi persa contro la Russia ai tiri di rigore.

#### Nazionale Under-20
Nell'estate del 2006 venne convocata dalla nazionale Under-20 per disputare i Mondiali di categoria in Russia; fece il suo esordio il 18 agosto, nella partita vinta per 5-0 contro l'Argentina, segnando subito un gol. La squadra venne poi eliminata ai quarti di finale dalla Corea del Nord.

#### Nazionale maggiore
Il 13 aprile 2005 fece il suo esordio con la nazionale maggiore, nel pareggio per 0-0 contro l'Olanda a Montbéliard. Dopo essere stata nuovamente convocata l'11 novembre 2006 (6-0 contro il Belgio) e il 28 ottobre 2009 (12-0 contro l'Estonia), entrò a far parte in pianta stabile della squadra ad inizio 2010, rimanendovi poi fino a metà 2016.

## Statistiche

### Presenze e reti nei club
In grassetto le competizioni vinte.
| Stagione                   | Squadra                    | Campionato                 | Campionato | Campionato | Coppe nazionali | Coppe nazionali | Coppe nazionali | Coppe continentali | Coppe continentali | Coppe continentali | Altre coppe | Altre coppe | Altre coppe | Totale | Totale |
| Stagione                   | Squadra                    | Comp                       | Pres       | Reti       | Comp            | Pres            | Reti            | Comp               | Pres               | Reti               | Comp        | Pres        | Reti        | Pres   | Reti   |
| -------------------------- | -------------------------- | -------------------------- | ---------- | ---------- | --------------- | --------------- | --------------- | ------------------ | ------------------ | ------------------ | ----------- | ----------- | ----------- | ------ | ------ |
| 2003-2004                  | CNFE Clairefontaine        | D1                         | 17         | 0          | CF              | 0               | 0               | -                  | -                  | -                  | -           | -           | -           | 17     | 0      |
| 2004-2005                  | CNFE Clairefontaine        | D1                         | 18         | 0          | CF              | 0               | 0               | -                  | -                  | -                  | -           | -           | -           | 18     | 0      |
| Totale CNFE Clairefontaine | Totale CNFE Clairefontaine | Totale CNFE Clairefontaine | 35         | 0          |                 | 0               | 0               |                    | 0                  | 0                  |             | 0           | 0           | 35     | 0      |
| 2005-2006                  | Paris Saint-Germain        | D1                         | 11         | 2          | CF              | 1               | 2               | -                  | -                  | -                  | -           | -           | -           | 12     | 4      |
| 2006-2007                  | Paris Saint-Germain        | D1                         | 16         | 3          | CF              | 0               | 0               | -                  | -                  | -                  | -           | -           | -           | 16     | 3      |
| 2007-2008                  | Paris Saint-Germain        | D1                         | 13         | 2          | CF              | 3               | 0               | -                  | -                  | -                  | -           | -           | -           | 16     | 2      |
| 2008-2009                  | Paris Saint-Germain        | D1                         | 9          | 0          | CF              | 0               | 0               | -                  | -                  | -                  | -           | -           | -           | 9      | 0      |
| 2009-2010                  | Paris Saint-Germain        | D1                         | 21         | 2          | CF              | 5               | 0               | -                  | -                  | -                  | -           | -           | -           | 26     | 2      |
| 2010-2011                  | Paris Saint-Germain        | D1                         | 16         | 0          | CF              | 1               | 0               | -                  | -                  | -                  | -           | -           | -           | 17     | 0      |
| 2011-2012                  | Paris Saint-Germain        | D1                         | 17         | 1          | CF              | 5               | 0               | UCL                | 4                  | 0                  | -           | -           | -           | 26     | 1      |
| 2012-2013                  | Paris Saint-Germain        | D1                         | 19         | 2          | CF              | 5               | 1               | -                  | -                  | -                  | -           | -           | -           | 24     | 3      |
| 2013-2014                  | Paris Saint-Germain        | D1                         | 18         | 2          | CF              | 3               | 0               | UCL                | 2                  | 0                  | -           | -           | -           | 23     | 2      |
| 2014-2015                  | Paris Saint-Germain        | D1                         | 15         | 1          | CF              | 2               | 0               | UCL                | 5                  | 0                  | -           | -           | -           | 22     | 1      |
| 2015-2016                  | Paris Saint-Germain        | D1                         | 10         | 0          | CF              | 3               | 0               | UCL                | 3                  | 0                  | -           | -           | -           | 16     | 0      |
| 2016-2017                  | Paris Saint-Germain        | D1                         | 2          | 0          | CF              | 0               | 0               | UCL                | 0                  | 0                  | -           | -           | -           | 2      | 0      |
| 2017-2018                  | Paris Saint-Germain        | D1                         | 14         | CF         | 2               | 0               | -               | -                  | -                  | -                  | -           | -           | 16          | 0      |        |
| Totale Paris SG            | Totale Paris SG            | Totale Paris SG            | 181        | 15         |                 | 30              | 3               |                    | 14                 | 0                  |             | 0           | 0           | 225    | 18     |
| Totale carriera            | Totale carriera            | Totale carriera            | 216        | 15         |                 | 30              | 3               |                    | 14                 | 0                  |             | 0           | 0           | 260    | 18     |

### Presenze e reti in nazionale
In grassetto le competizioni vinte.
| Anno           | Nazionale      | Tornei maggiori | Tornei maggiori | Tornei maggiori | Tornei minori | Tornei minori | Tornei minori | Qualificazioni | Qualificazioni | Qualificazioni | Amichevoli | Amichevoli | Amichevoli | Totale | Totale |
| Anno           | Nazionale      | Comp            | Pres            | Reti            | Comp          | Pres          | Reti          | Comp           | Pres           | Reti           | Comp       | Pres       | Reti       | Pres   | Reti   |
| -------------- | -------------- | --------------- | --------------- | --------------- | ------------- | ------------- | ------------- | -------------- | -------------- | -------------- | ---------- | ---------- | ---------- | ------ | ------ |
| 2005           | Francia        | -               | -               | -               | -             | -             | -             | -              | -              | -              | A          | 1          | 0          | 1      | 0      |
| 2006           | Francia        | -               | -               | -               | -             | -             | -             | -              | -              | -              | A          | 1          | 0          | 1      | 0      |
| 2007           | Francia        | -               | -               | -               | -             | -             | -             | -              | -              | -              | -          | -          | -          | -      | -      |
| 2008           | Francia        | -               | -               | -               | -             | -             | -             | -              | -              | -              | -          | -          | -          | -      | -      |
| 2009           | Francia        | -               | -               | -               | -             | -             | -             | QM             | 1              | 0              | -          | -          | -          | 1      | 0      |
| 2010           | Francia        | -               | -               | -               | -             | -             | -             | QM             | 4              | 0              | A          | 2          | 0          | 6      | 0      |
| 2011           | Francia        | M               | 2               | 0               | CC            | 2             | 0             | QE             | 2              | 0              | A          | 5          | 0          | 11     | 0      |
| 2012           | Francia        | O               | 1               | 0               | CC            | 4             | 0             | QE             | 2              | 0              | A          | 6          | 0          | 13     | 0      |
| 2013           | Francia        | E               | 3               | 0               | -             | -             | -             | QM             | 3              | 0              | A          | 7          | 0          | 13     | 0      |
| 2014           | Francia        | -               | -               | -               | CC            | 1             | 0             | QM             | 1              | 0              | A          | 4          | 0          | 6      | 0      |
| 2015           | Francia        | M               | 4               | 0               | AC            | 4             | 0             | QE             | 2              | 0              | A          | 2          | 0          | 12     | 0      |
| 2016           | Francia        | -               | -               | -               | -             | -             | -             | -              | -              | -              | A          | 1          | 0          | 1      | 0      |
| Totale Francia | Totale Francia | Totale Francia  | 9               | 0               |               | 12            | 0             |                | 15             | 0              |            | 29         | 0          | 65     | 0      |

In dettaglio
| Cronologia completa delle presenze e delle reti in nazionale ― Francia | Cronologia completa delle presenze e delle reti in nazionale ― Francia | Cronologia completa delle presenze e delle reti in nazionale ― Francia | Cronologia completa delle presenze e delle reti in nazionale ― Francia | Cronologia completa delle presenze e delle reti in nazionale ― Francia | Cronologia completa delle presenze e delle reti in nazionale ― Francia | Cronologia completa delle presenze e delle reti in nazionale ― Francia | Cronologia completa delle presenze e delle reti in nazionale ― Francia |
| Data                                                                   | Città                                                                  | In casa                                                                | Risultato                                                              | Ospiti                                                                 | Competizione                                                           | Reti                                                                   | Note                                                                   |
| ---------------------------------------------------------------------- | ---------------------------------------------------------------------- | ---------------------------------------------------------------------- | ---------------------------------------------------------------------- | ---------------------------------------------------------------------- | ---------------------------------------------------------------------- | ---------------------------------------------------------------------- | ---------------------------------------------------------------------- |
| 13-4-2005                                                              | Montbéliard                                                            | Francia                                                                | 0 – 0                                                                  | Paesi Bassi                                                            | Amichevole                                                             | -                                                                      | 46’                                                                    |
| 22-11-2006                                                             | Boulogne-sur-Mer                                                       | Francia                                                                | 6 – 0                                                                  | Belgio                                                                 | Amichevole                                                             | -                                                                      | 58’                                                                    |
| 28-10-2009                                                             | Le Havre                                                               | Francia                                                                | 12 – 0                                                                 | Estonia                                                                | Qual. Mondiali 2011                                                    | -                                                                      |                                                                        |
| 25-2-2010                                                              | Dublino                                                                | Irlanda                                                                | 1 – 2                                                                  | Francia                                                                | Amichevole                                                             | -                                                                      | 46’                                                                    |
| 31-3-2010                                                              | Belfast                                                                | Irlanda del Nord                                                       | 0 – 4                                                                  | Francia                                                                | Qual. Mondiali 2011                                                    | -                                                                      | 80’                                                                    |
| 5-5-2010                                                               | Basilea                                                                | Svizzera                                                               | 0 – 2                                                                  | Francia                                                                | Amichevole                                                             | -                                                                      | 80’                                                                    |
| 20-6-2010                                                              | Besançon                                                               | Francia                                                                | 3 – 0                                                                  | Croazia                                                                | Qual. Mondiali 2011                                                    | -                                                                      | 80’                                                                    |
| 21-8-2010                                                              | Reykjavík                                                              | Islanda                                                                | 0 – 1                                                                  | Francia                                                                | Qual. Mondiali 2011                                                    | -                                                                      | 89’                                                                    |
| 11-9-2010                                                              | Besançon                                                               | Francia                                                                | 0 – 0                                                                  | Italia                                                                 | Qual. Mondiali 2011                                                    | -                                                                      | 86’                                                                    |
| 7-3-2011                                                               | Nicosia                                                                | Nuova Zelanda                                                          | 2 – 5                                                                  | Francia                                                                | Cyprus Cup 2011 - 1º turno                                             | -                                                                      | 64’                                                                    |
| 9-3-2011                                                               | Nicosia                                                                | Scozia                                                                 | 0 – 3                                                                  | Francia                                                                | Cyprus Cup 2011 - Finale 3º posto                                      | -                                                                      | 69’                                                                    |
| 18-5-2011                                                              | Brest                                                                  | Francia                                                                | 1 – 1                                                                  | Scozia                                                                 | Amichevole                                                             | -                                                                      | 61’                                                                    |
| 18-6-2011                                                              | Calais                                                                 | Francia                                                                | 7 – 0                                                                  | Belgio                                                                 | Amichevole                                                             | -                                                                      | 58’                                                                    |
| 30-6-2011                                                              | Bochum                                                                 | Canada                                                                 | 0 – 4                                                                  | Francia                                                                | Mondiali 2011 - 1º turno                                               | -                                                                      | 79’                                                                    |
| 5-7-2011                                                               | Mönchengladbach                                                        | Francia                                                                | 2 – 4                                                                  | Germania                                                               | Mondiali 2011 - 1º turno                                               | -                                                                      |                                                                        |
| 24-8-2011                                                              | Lens                                                                   | Francia                                                                | 2 – 0                                                                  | Polonia                                                                | Amichevole                                                             | -                                                                      | 66’                                                                    |
| 14-9-2011                                                              | Ness Ziona                                                             | Israele                                                                | 0 – 5                                                                  | Francia                                                                | Qual. Euro 2013                                                        | -                                                                      | 83’                                                                    |
| 22-10-2011                                                             | Llanelli                                                               | Galles                                                                 | 1 – 4                                                                  | Francia                                                                | Qual. Euro 2013                                                        | -                                                                      | 87’                                                                    |
| 16-11-2011                                                             | Pointe-à-Pitre                                                         | Francia                                                                | 8 – 0                                                                  | Uruguay                                                                | Amichevole                                                             | -                                                                      |                                                                        |
| 20-11-2011                                                             | Fort-de-France                                                         | Francia                                                                | 5 – 0                                                                  | Messico                                                                | Amichevole                                                             | -                                                                      | 63’                                                                    |
| 15-2-2012                                                              | Nîmes                                                                  | Francia                                                                | 2 – 1                                                                  | Paesi Bassi                                                            | Amichevole                                                             | -                                                                      | 89’                                                                    |
| 28-2-2012                                                              | Nicosia                                                                | Francia                                                                | 3 – 0                                                                  | Svizzera                                                               | Cyprus Cup 2012 - 1º turno                                             | -                                                                      | 46’                                                                    |
| 1-3-2012                                                               | Larnaca                                                                | Finlandia                                                              | 1 – 2                                                                  | Francia                                                                | Cyprus Cup 2012 - 1º turno                                             | -                                                                      | 82’                                                                    |
| 4-3-2012                                                               | Larnaca                                                                | Inghilterra                                                            | 0 – 3                                                                  | Francia                                                                | Cyprus Cup 2012 - 1º turno                                             | -                                                                      | 83’ 92’                                                                |
| 6-3-2012                                                               | Larnaca                                                                | Francia                                                                | 2 – 0                                                                  | Canada                                                                 | Cyprus Cup 2012 - Finale                                               | -                                                                      | 84’                                                                    |
| 4-7-2012                                                               | Orléans                                                                | Francia                                                                | 6 – 0                                                                  | Romania                                                                | Amichevole                                                             | -                                                                      | 61’                                                                    |
| 11-7-2012                                                              | Beauvais                                                               | Francia                                                                | 3 – 0                                                                  | Russia                                                                 | Amichevole                                                             | -                                                                      | 46’                                                                    |
| 19-7-2012                                                              | Parigi                                                                 | Francia                                                                | 2 – 0                                                                  | Giappone                                                               | Amichevole                                                             | -                                                                      | 89’                                                                    |
| 31-7-2012                                                              | Newcastle                                                              | Francia                                                                | 1 – 0                                                                  | Colombia                                                               | Olimpiadi 2012 - 1º turno                                              | -                                                                      | 46’                                                                    |
| 15-9-2012                                                              | Guingamp                                                               | Francia                                                                | 4 – 0                                                                  | Irlanda                                                                | Qual. Euro 2013                                                        | -                                                                      |                                                                        |
| 19-9-2012                                                              | Edimburgo                                                              | Scozia                                                                 | 0 – 5                                                                  | Francia                                                                | Qual. Euro 2013                                                        | -                                                                      |                                                                        |
| 20-10-2012                                                             | Parigi                                                                 | Francia                                                                | 2 – 2                                                                  | Inghilterra                                                            | Amichevole                                                             | -                                                                      |                                                                        |
| 24-10-2012                                                             | Eindhoven                                                              | Paesi Bassi                                                            | 1 – 1                                                                  | Francia                                                                | Amichevole                                                             | -                                                                      |                                                                        |
| 13-2-2013                                                              | Strasburgo                                                             | Francia                                                                | 3 – 3                                                                  | Germania                                                               | Amichevole                                                             | -                                                                      |                                                                        |
| 6-3-2013                                                               | Nancy                                                                  | Francia                                                                | 2 – 2                                                                  | Brasile                                                                | Amichevole                                                             | -                                                                      |                                                                        |
| 9-3-2013                                                               | Quevilly                                                               | Francia                                                                | 1 – 1                                                                  | Brasile                                                                | Amichevole                                                             | -                                                                      |                                                                        |
| 4-4-2013                                                               | Nizza                                                                  | Francia                                                                | 1 – 1                                                                  | Canada                                                                 | Amichevole                                                             | -                                                                      |                                                                        |
| 1-6-2013                                                               | Valenciennes                                                           | Francia                                                                | 3 – 0                                                                  | Finlandia                                                              | Amichevole                                                             | -                                                                      |                                                                        |
| 29-6-2013                                                              | Reims                                                                  | Francia                                                                | 1 – 0                                                                  | Norvegia                                                               | Amichevole                                                             | -                                                                      | 65’                                                                    |
| 12-7-2013                                                              | Norrköping                                                             | Francia                                                                | 3 – 1                                                                  | Russia                                                                 | Euro 2013 - 1º turno                                                   | -                                                                      |                                                                        |
| 15-7-2013                                                              | Norrköping                                                             | Spagna                                                                 | 0 – 1                                                                  | Francia                                                                | Euro 2013 - 1º turno                                                   | -                                                                      |                                                                        |
| 22-7-2013                                                              | Linköping                                                              | Francia                                                                | 1 – 1 dts (2-4 dtr)                                                    | Danimarca                                                              | Euro 2013 - Quarti di finale                                           | -                                                                      |                                                                        |
| 25-10-2013                                                             | Beauvais                                                               | Francia                                                                | 6 – 0                                                                  | Polonia                                                                | Amichevole                                                             | -                                                                      | 58’                                                                    |
| 31-10-2013                                                             | Ritzing                                                                | Austria                                                                | 1 – 3                                                                  | Francia                                                                | Qual. Mondiali 2015                                                    | -                                                                      |                                                                        |
| 23-11-2013                                                             | Loveč                                                                  | Bulgaria                                                               | 0 – 10                                                                 | Francia                                                                | Qual. Mondiali 2015                                                    | -                                                                      |                                                                        |
| 28-11-2013                                                             | Le Mans                                                                | Francia                                                                | 14 – 0                                                                 | Bulgaria                                                               | Qual. Mondiali 2015                                                    | -                                                                      |                                                                        |
| 8-2-2014                                                               | Amiens                                                                 | Francia                                                                | 4 – 0                                                                  | Svezia                                                                 | Amichevole                                                             | -                                                                      |                                                                        |
| 5-3-2014                                                               | Larnaca                                                                | Francia                                                                | 1 – 1                                                                  | Scozia                                                                 | Cyprus Cup 2014 - 1º turno                                             | -                                                                      |                                                                        |
| 7-5-2014                                                               | Besançon                                                               | Francia                                                                | 4 – 0                                                                  | Ungheria                                                               | Qual. Mondiali 2015                                                    | -                                                                      |                                                                        |
| 11-6-2014                                                              | Caienna                                                                | Francia                                                                | 0 – 0                                                                  | Brasile                                                                | Amichevole                                                             | -                                                                      | 46’                                                                    |
| 14-6-2014                                                              | Tampa                                                                  | Stati Uniti                                                            | 1 – 0                                                                  | Francia                                                                | Amichevole                                                             | -                                                                      |                                                                        |
| 22-11-2014                                                             | Laval                                                                  | Francia                                                                | 2 – 1                                                                  | Nuova Zelanda                                                          | Amichevole                                                             | -                                                                      |                                                                        |
| 4-3-2015                                                               | Lagoa                                                                  | Portogallo                                                             | 0 – 1                                                                  | Francia                                                                | Algarve Cup 2015 - 1º turno                                            | -                                                                      | 81’                                                                    |
| 6-3-2015                                                               | Lagoa                                                                  | Francia                                                                | 4 – 1                                                                  | Danimarca                                                              | Algarve Cup 2015 - 1º turno                                            | -                                                                      | 77’                                                                    |
| 9-3-2015                                                               | Lagoa                                                                  | Giappone                                                               | 1 – 3                                                                  | Francia                                                                | Algarve Cup 2015 - 1º turno                                            | -                                                                      |                                                                        |
| 11-3-2015                                                              | Faro                                                                   | Francia                                                                | 0 – 2                                                                  | Stati Uniti                                                            | Algarve Cup 2015 - Finale                                              | -                                                                      |                                                                        |
| 9-4-2015                                                               | Bondoufle                                                              | Francia                                                                | 1 – 0                                                                  | Canada                                                                 | Amichevole                                                             | -                                                                      |                                                                        |
| 28-5-2015                                                              | Nancy                                                                  | Francia                                                                | 1 – 0                                                                  | Scozia                                                                 | Amichevole                                                             | -                                                                      |                                                                        |
| 9-6-2015                                                               | Moncton                                                                | Francia                                                                | 1 – 0                                                                  | Inghilterra                                                            | Mondiali 2015 - 1º turno                                               | -                                                                      |                                                                        |
| 13-6-2015                                                              | Moncton                                                                | Francia                                                                | 0 – 2                                                                  | Colombia                                                               | Mondiali 2015 - 1º turno                                               | -                                                                      |                                                                        |
| 17-6-2015                                                              | Ottawa                                                                 | Messico                                                                | 0 – 5                                                                  | Francia                                                                | Mondiali 2015 - 1º turno                                               | -                                                                      | 78’                                                                    |
| 21-6-2015                                                              | Montréal                                                               | Francia                                                                | 3 – 0                                                                  | Corea del Sud                                                          | Mondiali 2015 - Ottavi di finale                                       | -                                                                      |                                                                        |
| 27-11-2015                                                             | Tirana                                                                 | Albania                                                                | 0 – 6                                                                  | Francia                                                                | Qual. Euro 2017                                                        | -                                                                      |                                                                        |
| 1-12-2015                                                              | Katerini                                                               | Grecia                                                                 | 0 – 3                                                                  | Francia                                                                | Qual. Euro 2017                                                        | -                                                                      |                                                                        |
| 26-1-2016                                                              | La Manga                                                               | Norvegia                                                               | 0 – 1                                                                  | Francia                                                                | Amichevole                                                             | -                                                                      |                                                                        |
| Totale                                                                 |                                                                        | Presenze                                                               | 65                                                                     |                                                                        | Reti                                                                   | 0                                                                      |                                                                        |

## Palmarès

### Club
- Coppa di Francia: 2

Paris Saint-Germain: 2009-2010, 2017-2018

### Nazionale
- Cyprus Cup: 2

2012, 2014